# Sterna forsteri
Sterna forsteri là một loài chim trong họ Laridae.